# النا لیادووا
النا لیادووا Elena Igorevna Lyadova (روسی: Еле́на И́горевна Ля́дова; متولد ۲۵ دسامبر ۱۹۸۰) بازیگر زن روس است او در سال ۲۰۰۲ او از مؤسسه تئاتر شپکین در مسکو فارغ‌التحصیل شد. او برای بازی در فیلم‌های النا و لویاتان شهرت دارد.